# Rilaena
Genre
Synonymes
- Paraplatybunus Dumitrescu, 1970

Rilaena est un genre d'opilions eupnois de la famille des Phalangiidae.

## Distribution
Les espèces de ce genre se rencontrent en Europe, au Moyen-Orient et en Asie centrale.

## Liste des espèces
Selon World Catalogue of Opiliones (03/05/2021) :
- Rilaena anatolica (Roewer, 1956)
- Rilaena artvinensis Kurt, 2015
- Rilaena atrolutea (Roewer, 1915)
- Rilaena augusti Chemini, 1986
- Rilaena balcanica Šilhavý, 1965
- Rilaena buresi (Šilhavý, 1965)
- Rilaena caucasica Snegovaya & Chemeris, 2016
- Rilaena drenskii (Šilhavý, 1965)
- Rilaena ermani Kurt, 2015
- Rilaena gruberi Staręga, 1973
- Rilaena hyrcana (Thorell, 1876)
- Rilaena kasatkini Snegovaya, Cokendolpher & Mozaffarian, 2018
- Rilaena kelbajarica Pkhakadze & Snegovaya, 2014
- Rilaena lenkoranica Snegovaya, 2007
- Rilaena lucorum (Koch, 1836)
- Rilaena picta (Mkheidze, 1952)
- Rilaena pusilla (Roewer, 1952)
- Rilaena serbica Karaman, 1992
- Rilaena silhavyi Snegovaya & Chemeris, 2016
- Rilaena talyshica (Snegovaya, 2007)
- Rilaena triangularis (Herbst, 1799)

## Publication originale
- Šilhavý, 1965 : « Die Weberknechte der Unterordnung Eupnoi aus Bulgarien; zugleich eine Revision Europäischer Gattungen der Unterfamilien Oligolophinae und Phalangiinae (Arachnoidea, Opilionidea). Ergebnisse der zoologischen Expedition der Tschechoslowakischen Akademie der Wissenschaften nach Bulgarien im Jahre 1957 (Teil V) Ceskoslovenská Spolecnost Entomologická. » Acta Entomologica Bohemoslovaca, vol. 62, no 5, p. 369-406.